# Aircalin
Aircalin ist eine französische Fluggesellschaft mit Sitz in Nouméa auf Neukaledonien und Basis auf dem Flughafen La Tontouta.

## Geschichte
Aircalin wurde im September 1983 unter dem Namen Air Calédonie International gegründet und nahm am 2. Dezember 1983 in Zusammenarbeit mit Qantas und einer Boeing 747 den Flugbetrieb zwischen Nouméa und  Melbourne auf. Dieser Service wurde später als „le Caledonian Express“ bekannt. Später kamen die Ziele Brisbane, Port Vila, Wallis und Futuna sowie Nadi mittels einer von Air Nauru geleasten Boeing 737-200 hinzu. Im Jahr 1985 wurde eine Sud Aviation Caravelle 10B3 beschafft. Im Jahr 1987 kam eine de Havilland Canada DHC-6 Twin Otter hinzu, die für den Dienst in Wallis und Futuna auf den Wallis-Inseln stationiert wurde. Im Jahr 1988 wurde die Caravelle 10B3 durch eine Boeing 737 ersetzt. Zwischen 1995 und 1996 wurde eine McDonnell Douglas DC-10-30 für den Dienst zwischen Nouméa, Brisbane und Papeete eingesetzt. Im Jahr 1996 wurde das neue Logo der Aircalin veröffentlicht. Am 11. Juli 1996 wurde ein Partnerschaftsvertrag mit Qantas geschlossen. Seit 1997 wurde eine Boeing 767 im Charterbetrieb eingesetzt. Im März 2000 nahm ein Airbus A310 den Flugdienst nach Osaka auf. Zwei Airbus A330-200 wurden 2001 bestellt und Ende 2002 bzw. Anfang 2003 in Dienst gestellt. Im Februar 2004 wurde ein Airbus A320-200 erworben und ist seitdem zwischen Nouméa und Sydney im Dienst. 
Am 6. August 2011 kam es auf dem Flughafen der Insel Maré zu schweren Ausschreitungen mit vier Toten und zahlreichen Verletzten, nachdem Aircal ihre Flugpreise erhöht hatte. Fluggäste hatten aus Protest tagelang das Flughafengelände besetzt und wurden von Stammesangehörigen des Grand Chefs (Oberhäuptling) der Gegend, Nidoish Naisseline, der gleichzeitig Präsident von Aircal war, gewalttätig vertrieben.  Daraufhin wurde für die Inselbewohner eine besondere Karte eingeführt (carte continuité pays), mit der sie zu ermäßigten Tarifen in die Hauptstadt Nouméa fliegen können.
Am 29. November 2016 gab Airbus bekannt, dass Aircalin eine Absichtserklärung über den Kauf von jeweils zwei A320neo und zwei A330-900neo abgeschlossen habe. Die Umwandlung der Absichtserklärung in eine Bestellung gab Airbus am 11. Oktober 2017 bekannt.
Die Fluggesellschaft gehört zu 99,4 % der staatlichen Agence pour la Desserte aérienne de Nouvelle Caledonie. Sie beschäftigte im Jahr 2019 in Neukaledonien 480 Mitarbeiter und erzielte einen Umsatz von 19 Milliarden CFP-Francs.
Im November 2019 wurde ein bereits ausgemusterter Airbus A330-200 vorübergehend wieder reaktiviert. Dieser war als Ersatz für einen neuen Airbus A330-900 bestimmt, in dem es zu einem Geruchsproblem kam. Aufgrund dessen beförderte dieser bis zur Reparatur keine Passagiere mehr. Anfang 2020 wurde der Airbus A330-200 erneut ausgeflottet.

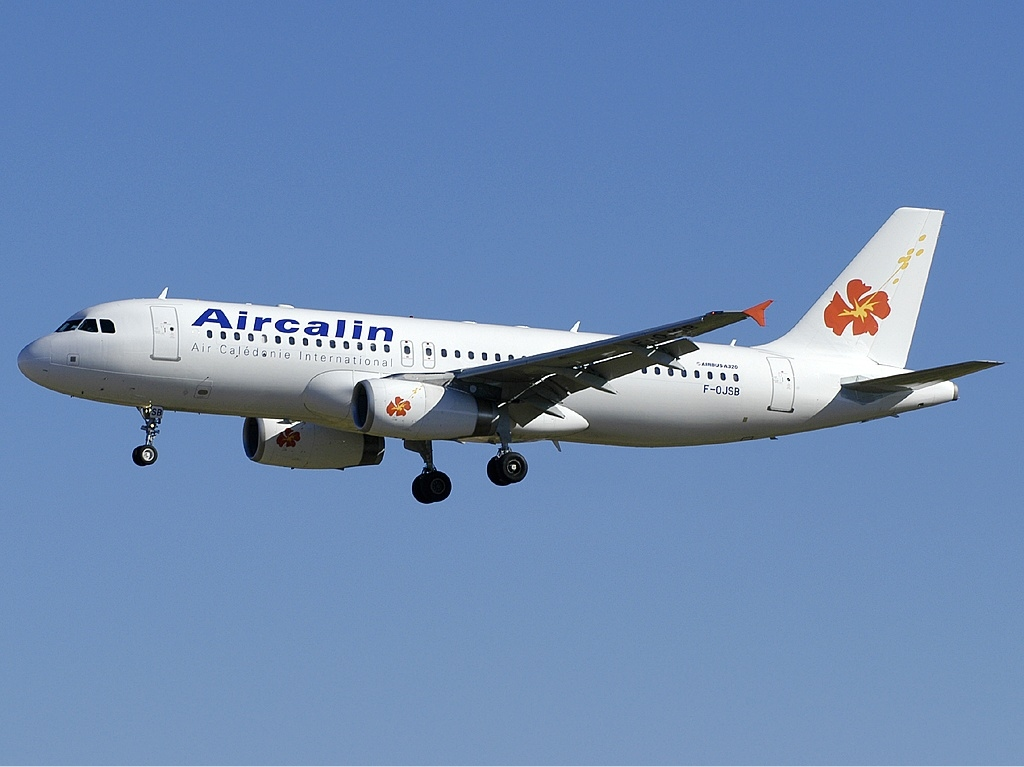
Airbus A320-200 der Aircalin im alten Farbschema

Im Juli 2022 wurde wieder eine regelmäßige Direktverbindung von Nouméa nach Singapur aufgenommen, die zuletzt vor über 30 Jahren von UTA durchgeführt wurde. Am 31. März 2023 wurde mit Air France eine Codesharing-Vereinbarung für Flüge von Noumea nach Paris via Singapur unterzeichnet.
Seit dem 11. Dezember 2024 besteht eine regelmäßige Direktverbindung über Bangkok nach Paris, die mit 22 Stunden schnellste Verbindung.
.

## Flugziele
Aircalin fliegt von Nouméa in Ozeanien die Ziele Auckland, Tahiti, Wallis, Futuna, Nadi und Port Vila, in Asien die Flughäfen Bangkok und Singapur sowie in Australien die Städte Sydney und Brisbane an. Des Weiteren bestehen Codeshare-Abkommen mit Air France, Qantas Airways, Air New Zealand, Air Tahiti Nui und Air Vanuatu.

## Flotte

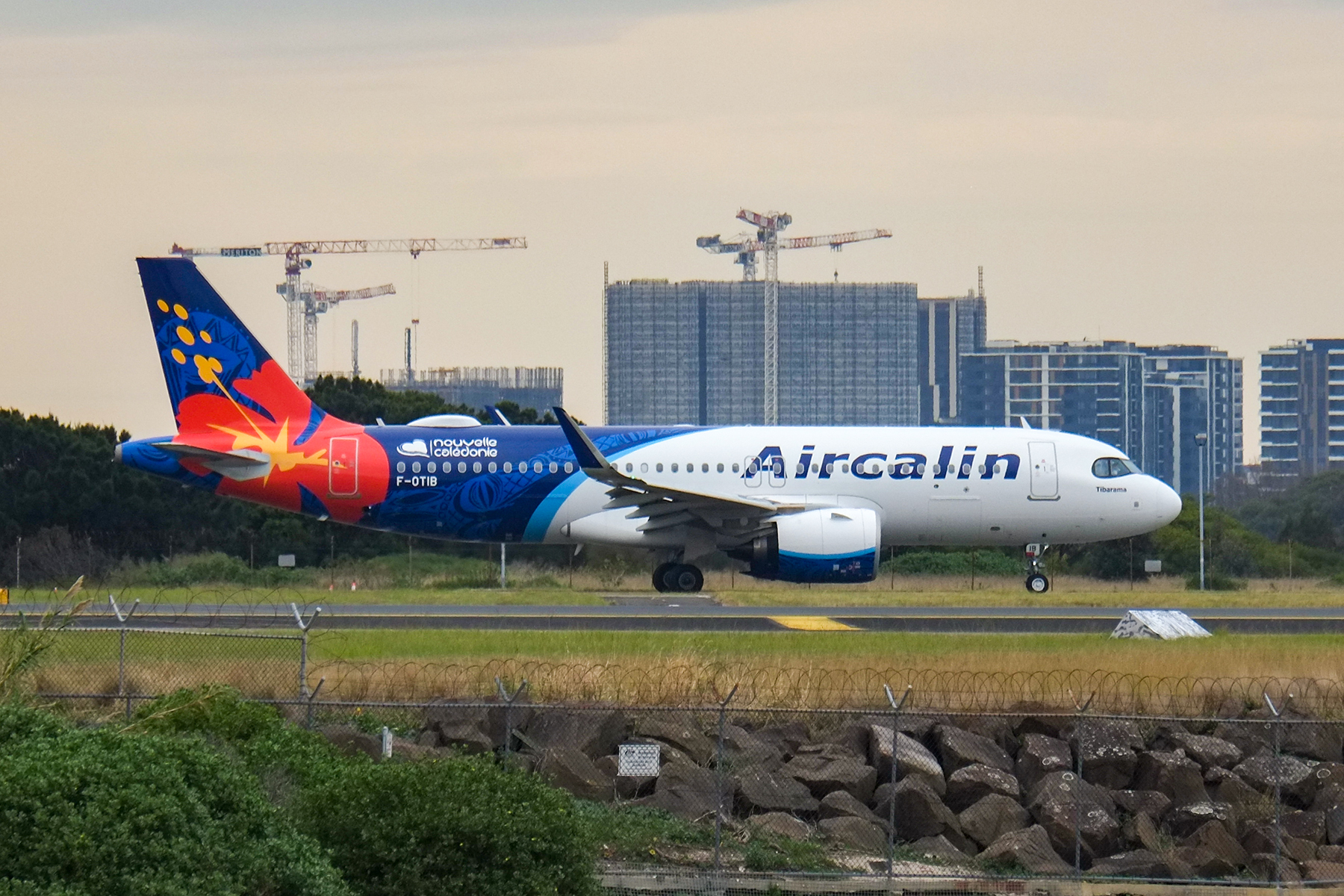
Airbus A320neo der Aircalin, Sydney 2023

### Aktuelle Flotte
Mit Stand Dezember 2024 besteht die Flotte der Aircalin aus vier Flugzeugen mit einem Durchschnittsalter von 3,9 Jahren:
| Flugzeugtyp        | Anzahl | bestellt | Anmerkungen   | Sitzplätze (Business/Premium/Economy) | Durchschnittsalter |
| ------------------ | ------ | -------- | ------------- | ------------------------------------- | ------------------ |
| Airbus A320neo     | 2      |          | einer inaktiv | 168 (-/-/168)                         | 2,5 Jahre          |
| Airbus A330-900neo | 2      |          |               | 291 (26/21/244)                       | 5,3 Jahre          |
| Airbus A350-900    |        | 2        |               | – offen –                             |                    |
| Gesamt             | 4      | 2        |               |                                       | 3,9 Jahre          |

### Ehemalige Flugzeugtypen

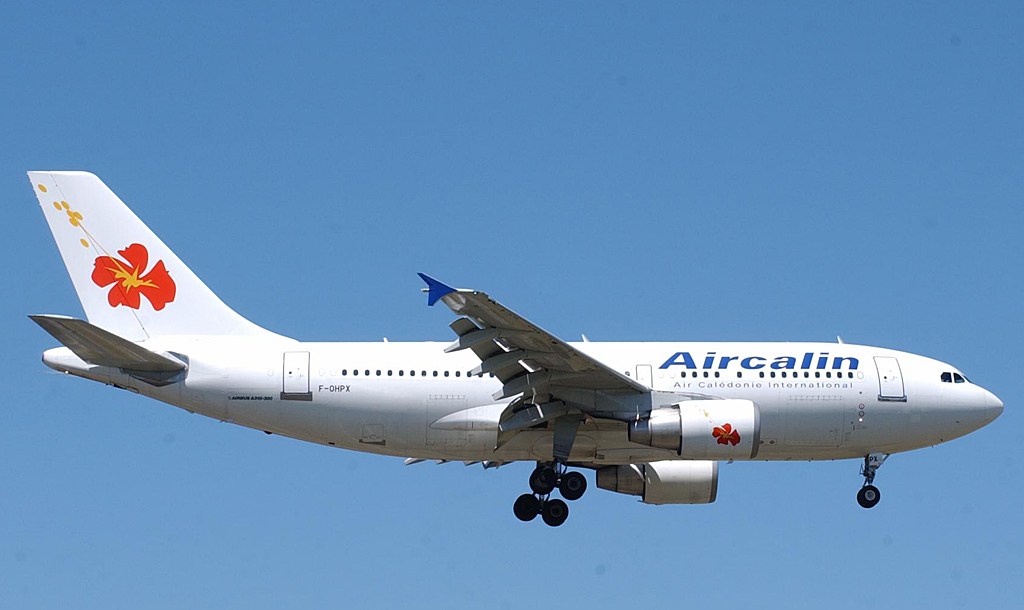
Airbus A310-300 der Air Calin

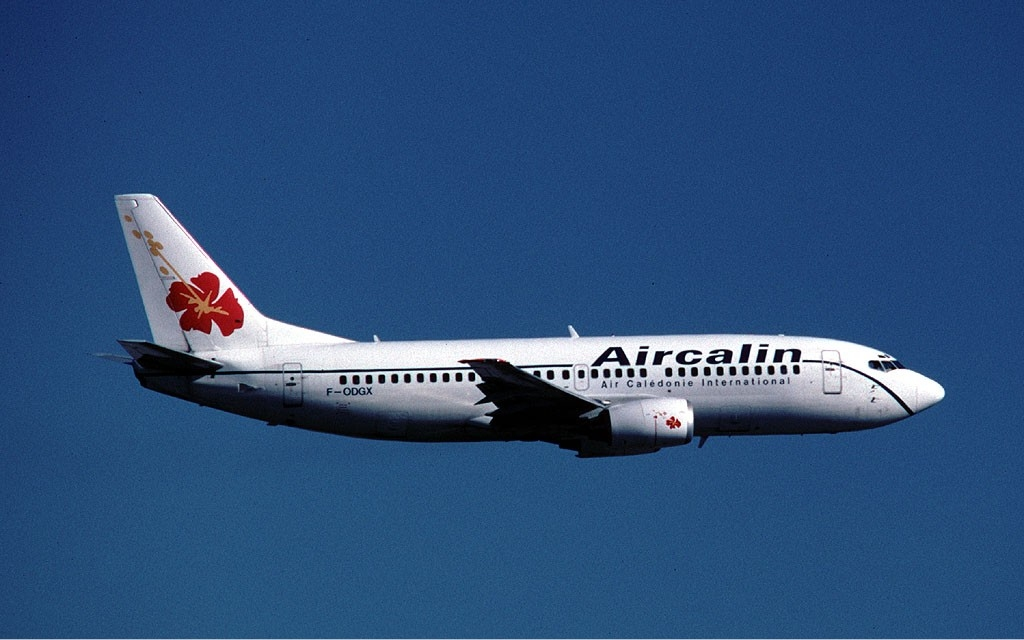
Boeing 737-300 der Aircalin

In der Vergangenheit setzte Aircalin bereits folgende Flugzeugtypen ein:
- 1 Airbus A310-300
- 2 Airbus A320-200
- 2 Airbus A330-200
- 2 Boeing 737-300
- 1 Boeing 767-300